# Distileria N. Choss din Lucăcești
Distileria N. Choss din Lucăcești a fost o instalație de rafinare a petrolului din Lucăcești, Bacău, considerată a fi prima distilerie de petrol din actualul teritoriu al României.

## Istoric
În actualul teritoriu al României, petrolul era extras manual prin puțuri săpate de mână și era livrat și comercializat în butoaie în Imperiul Otoman, Imperiul Rus și Polonia între anii 1825–1850. Un exemplu a fost dat de un document vamal din 28 septembrie 1825:
Un comerciant pe nume Haim Cozac, duce peste hotar 250 vedre păcună în 5 poloboci a 2 puteni valoarea fiecare a 2 lei, total 500, taxă încasată la Biroul Vamal Herța, 15 lei.
În acest context, ulterior un comerciant pe nume Nuchăm Choss (B. Schäffer) a realizat prima și cea mai veche instalație de distilare (numită și găzărie) a petrolului în 1840 la Lucăcești, Bacău din Principatul Moldovei. Instalația, cu o capacitate anuală de 300 de tone anual, separa rudimentar prin căldură și cazane asemănătoare cu cele de fabricare a alcoolului produșii volatili (petrol lampant) de „unsoare”. O parte din producție era exportată, iar o alta comercializată local, pentru uz gospodăresc. Reziduul era utilizat ca lubrifiant pentru osii. Procedeul era unul asemănător cu cel aplicat în anul 1823 de către frații Dubinin din Imperiul Rus. Despre activitatea distileriei nu mai există informații.

Dispozitiv primitiv pentru distilarea petrolului, compus dintr-un alambic

Industria petrolieră modernă în acest spațiu s-a format în anii 1840–1860, când au început să apară rafinării mici de petrol ale exploatatorilor, unde produceau petrol lampant și altele. Astfel, la scurt timp au fost construite și alte sisteme asemănătoare în zonele Moinești și Solonț, a doua, a lui Haimsohn din Lucăcești, fiind pornită în 1844. La fel ca în cazul primei distilerii, nici la a doua nu s-au păstrat informații despre activitate. În 1845 un galițian a înființat două distilerii la Tețcani. În 1854 o încercare a fost întreprinsă de francezul H. Blanc, ce a cerut de la domnitorul Moldovei un privilegiu pe 10 ani pentru construcția unei fabrici de gazogen, cererea a fost acceptată însă realizarea nu a mai avut loc din motive necunoscute.
Perioada a fost marcată de introducerea unei instalații mai moderne (compusă dintr-un alambic și cu o capacitate anuală de 2710 de tone) a lui Teodor Mehedințeanu de la Râfov, Prahova, din 1856 (sau 1857) și obținerea unui contract de livrare încheiat la 8 octombrie 1856 cu orașul București pentru livrarea de petrol lampant. Orașul a devenit complet iluminat cu petrol lampant în anul 1859. În perioada următoare, între 1857 și 1862, s-au deschis și alte distilerii în județul Bacău cu o capacitate anuală între 873 și 2446 de tone.
În țară prima rafinărie propriu-zisă, modestă, însă cu aspecte îmbunătățite, a fost construită la Câmpina în jurul anului 1890, de către predecesorul societății Steaua Română și a fost extinsă în timp.

## Controversa primei distilerii sau rafinării
În privința introducerii rafinării petrolului în spațiul românesc, în surse istorice este atestată o distilerie de la Lucăcești, Bacău în anul 1840, iar ulterior în 1857 a unei alte instalații a fraților Theodor și Marin Mehedințeanu din Ploiești produsă la compania Moltrecht&Co. din Hamburg (Confederația Germană de Nord). Deși istoricul Michael Pearton în lucrarea „Oil and the Romanian State” (Oxford, 1971), a menționat drept prima rafinărie instalația de la Lucăcești, autori români precum Gheorghe Ivănuș în „Istoria petrolului în România” (2004), Gheorghe Buzatu în „O istorie a petrolului românesc” (2009) au făcut distincția că la Lucăcești era doar o distilerie de petrol, și nu rafinărie.
Cu toate acestea, istoricul Dorin Stănescu a declarat că unele lucrări pe tematica istoriei petrolului apărute în România fac trimitere la o „epopee” a fraților din Ploiești, ce sunt considerați în acestea drept întemeietorii primei rafinării din lume, unde istoricul a făcut aserțiunea că afirmația a aparținut arsenalului ideologic al regimului comunist în scop de legitimare a superiorității românești față de Occident. În cazul istoriografiei anterioare comunismului s-a subliniat că România se află într-adevăr printre pionierii exploatării și rafinării petrolului, cu o producție oficial înregistrată pentru prima dată în lume și aflată în topul țărilor producătoare la un moment dat, însă s-a menționat la acel moment, în lucrarea lui Alexandru Budescu „Ploiescii” (1934), citând din învățătorul Andrei Nicolescu-Păcureți cu Monografia Păcurețiului, lucrare premiată de către Academia Română, că: „Din aceiași scriere se poate vedea că înaintea rafinăriei lui Th. Mehedințeanu, înființată la Ploești în anul 1856, nu exista în lume decât aceea a profesorului Siliman în Statele Unite deschisă la 1854”. În comparație, în lucrarea „Istoria Petrolului în România”, Gheorghe Buzatu a considerat că „În anul 1857, România a marcat, în istoria petrolului, trei premiere mondiale”.
Potrivit lui Victor Tufescu, atât distileria din 1840 cât și cea din 1844 de la Lucăcești au fost fondate cu un deceniu sau mai mult față de cea a lui Mehedințeanu, menționată în manuale drept cea mai veche.
Pe de altă parte, Ștefan Bălan a menționat că în 1833, farmacistul C. Thorbor din Iași a prelucrat petrol lampant în laborator, însă nu a valorificat la timp realizarea. De asemenea, la îndemnul chimistului și fizicianului Alexe Marin și cu ajutorul farmacistului Adolf Steege (sau Heege), după cercetările începute în anul 1945, Theodor Mehedințeanu a reușit producerea de petrol lampant exploatat de la Păcureți, Prahova, pe cale de laborator. Tot Bălan a menționat că instalația de la Râfov, adusă din Hamburg, intrată în funcțiune în 1857 ca Rafinăria „Lumina”, a fost prima rafinărie de petrol din țară și a treia din lume și că o altă „fabrică de gaz” a început să opereze în anul 1858 în regiunea Moldovei.
Potrivit istoricului Dorin Stănescu, instalațiile îmbunătățite ale lui Theodor Mehedințeanu se încadrează ca „distilerie mai avansată”, și nu o rafinărie în înțelesul clasic. Iar în domeniul distileriilor, acestea mai existau anterior în Galiția și Anglia, și astfel, la distileria de la Lucăcești nu se poate vorbi concret de o premieră mondială, ci de cel mult una națională.
Potrivit aceluiași istoric, ideea eronată a primei rafinării din lume de la Ploiești este la modă și în zilele noastre.